# Julio César Romano Blázquez
Julio César Romano Blázquez (Talavera de la Reina, Toledo, 1 de septiembre de 1969) es un novelista, filólogo, escritor de literatura infantil y juvenil, y profesor español.

## Biografía
Julio César nació en Talavera de la Reina (1969), a donde sus padres se habían trasladado en busca de trabajo. Su infancia transcurrió en Mohedas de la Jara, la localidad toledana de la que procedían sus padres.
Durante su juventud se trasladó a Madrid, donde se licenció en Filología Hispánica en la Universidad Complutense de Madrid. Completó su formación académica con estancias en Nápoles y Jerusalén. Desde hace años, compatibiliza su labor docente como profesor —de Griego y de Lengua Castellana y Literatura—, con la de escritor.
Reside con su mujer y sus hijos en Madrid.

## Temática
La temática de las obras publicadas por Julio César Romano es muy variada. Desde sus primeras publicaciones de literatura fantástica —El pozo de los mil truenos; El auténtico Grial; El gigante Ganfal y el caballero oscuro; El libro de Sykem—  hasta la novela histórica —Yo soy Catio. El gladiador cristiano; Yo soy Pablo. La última carta de Saulo de Tarso; o Yo soy Pedro. A partir de ahora te llamarás Cefas— pasando por el género policíaco —Cerebro y medio—, o libros de relatos. Destaca sobre todo su novela Un bosque para ti sola de ediciones Palabra con gran éxito de crítica y público.
En su narrativa fantástica, se percibe la influencia de C. S. Lewis y J. R. R. Tolkien, al abordar el tema de la aceptación del deber.

## Obra
- El pozo de los mil truenos, Madrid, Ediciones Palabra, 2006, 1ª, 144 pp., ISBN: 9788482399782.
- El auténtico Grial, Madrid, Ediciones Palabra, 2007, 1ª, 192 pp., ISBN: 9788490613269.
- Yo soy Pablo. La última carta de Saulo de Tarso, Madrid, Ediciones Palabra, 2008, 1ª, 96 pp., ISBN: 9788498402193.
- Yo soy Pedro. A partir de ahora te llamarás Cefas, Madrid, Ediciones Palabra, 2008, 1ª, 96 pp., ISBN: 9788498402223.
- El gigante Ganfal y el caballero oscuro, Madrid, Editorial Homo Legens, 2009, 1ª, 190 pp., ISBN: 9788492518210.
- Yo soy Catio. El gladiador cristiano, Madrid, Ediciones Palabra, 2009, 1ª, 128 pp., ISBN: 9788498402605.
- Cerebro y medio, Madrid, Editorial Homo Legens, 2009, 1ª, 144 p., ISBN: 9788492518173.
- El libro de Sykem, Madrid, Ediciones Palabra, 2009, 1ª, 176 pp., ISBN: 9788498403237.
- La cueva de los Doblones, Madrid, Editorial Brief, 2011, 1ª, 120 pp., ISBN: 9788415204473.
- Con Josep Rodés Jordá, El último vuelo del ave Fénix, Madrid, Editorial San Pablo, 2011, 1ª, 111 pp., ISBN: 9788428537513.
- No escribas sobre tu muerte, Madrid, Ediciones Palabra, 2011, 1ª, 128 pp., ISBN: 9788498405187.
- Un belén muy vivo, Madrid, Ediciones Palabra, 2012, 1ª, 80 pp., ISBN: 9788498407334.
- Quien vigila tus sueños, Madrid, Editorial Brief, 2012, 1ª, 152 pp., ISBN: 9788415204367.
- Cuando la tinta es sangre, Amazon Media, 2013, 130 pp. Versión electrónica.
- Un bosque para ti sola, Madrid, Ediciones Palabra, 2014, 1ª, 40 pp., ISBN: 9788490610145.
- Ignacio de Loyola: soldado de Jesús, Madrid, Editorial Digital Reason Palabra, 2022, 1ª, 1000 pp., ISBN: 9788412327472.
- El cazador de la muerte negra, Madrid, Ediciones Amazon, 2024, 1ª, 120 pp., ISBN: 979-8338283288.